# برانتون
برانتون (به انگلیسی: Braunton) یک روستا و محله مدنی در بریتانیا است که در North Devon واقع شده‌است. برانتون ۷٬۳۵۳ نفر جمعیت دارد.